# Kulbhushan Jadhav
Kulbhushan Sudhir Jadhav ou Kul Bhushan Yadav, alias Hussain Mubarak Patel, (né le 16 avril 1970), est un citoyen indien arrêté au Baloutchistan, une région du Pakistan, puis accusé de terrorisme et d'espionnage pour le compte du Research and Analysis Wing (R&AW), agence de renseignement indienne,,,.
Le gouvernement pakistanais a déclaré qu'il s'agit d'un officier de la marine indienne qui a poursuivi des activités de subversion et d'espionnage au Pakistan, puis arrêté le 3 mars 2016 lors d'une opération de contre-espionnage au Baloutchistan,,,. Le gouvernement indien a reconnu Jadhav en tant qu'ancien officier de sa marine militaire, mais rejette tout lien avec lui parce qu'il a pris une retraite anticipée et qu'il aurait été kidnappé en Iran,,.
Le 10 avril 2017, Jadhav est condamné à la peine de mort par une cour martiale pakistanaise,,,.

## Contexte
Jadhav naît à Sangli, au Maharashtra, le 16 avril 1970,,.
Son père est un ancien policier ayant travaillé pour la police de Bombay,.
Jadhav est marié et a deux enfants.
Sa famille demeure à Powai, une banlieue de Bombay,.
Selon des médias pakistanais, il rejoint la National Defence Academy de l'Inde en 1987 puis est affecté à la branche ingénierie de l'Indian Navy en 1991.
Après l'attentat du parlement indien en 2001, il aurait commencé à accomplir des missions de renseignement en Inde. En 2003, il aurait poursuivi son travail clandestin à partir de Chabahar en Iran (une importante zone commerciale et industrielle de ce pays), où il aurait lancé une petite entreprise,.
De Chabahar, Jadhav aurait complété plusieurs missions clandestines au Pakistan, se limitant toutefois à Karachi et au Baloutchistan.

## Arrestation
Selon le gouvernement pakistanais, Jadhav est arrêté le 3 mars 2016 au Baloutchistan, après être entré illégalement au Pakistan en passant par l'Iran, pendant une opération de contre-espionnage menée par les forces de sécurité pakistanaises,,.
Elles ont rapporté que Jadhav servait dans la marine indienne et l'ont accusé d'agir pour le compte du Research and Analysis Wing, l'agence de renseignement extérieur de l'Inde. Elles l'accusent d'avoir participé à des opérations subversives au Baloutchistan et à Karachi,.
Le ministre de l'intérieur du Baloutchistan, Sarfraz Bugti (en), a déclaré que Jadhav travaille pour le R&AW et échangeait avec des séparatistes baloutches et des terroristes pour attiser la violence des sectaires dans la région et dans le pays.
Il a ajouté que Jadhav soutenait financièrement les terroristes et qu'il aurait avoué avoir agi pour provoquer des troubles à Karachi.
L'interrogatoire aurait aussi permis de savoir que Jadhav entraînait aux techniques de combat naval des séparatistes du Baloutchistan dans le but d'attaquer les ports de Gwadar et de Karachi.
Les autorités pakistanaises ont déclaré que Jadhav, toujours pendant son interrogatoire, a expliqué comment il finançait et planifiait des opérations de déstabilisation.
Il aurait aussi avoué la présence d'autres agents secrets indiens.
Pendant une conférence de presse, la confession vidéo de Jadhav a été rendue publique. Le lieutenant général Asim Bajwa (en) a dit que Jadhav s'était converti à l'islam, avait adopté une fausse identité et travaillait à Gadani, un village côtier du district de Lasbela, sous la couverture d'un marchand de rebuts.
Il a déclaré que Jadhav avait établi un réseau d'agents, fournissait des fonds et facilitait le passage de personnes au Pakistan dans un but terroriste.
Asim a aussi déclaré que les Pakistanais avaient confisqué des cartes, ce qui démontrait qu'une opération d'espionnage était en cours au pays. Selon lui, la capture d'un officier de renseignement du rang de Jadhev est un succès important.
L'Inde a reconnu qu'un officier arrêté au Pakistan avait servi dans la marine indienne tout en rejetant l'accusation qu'il était un agent au service du R&AW. Le ministre des affaires extérieures a déclaré que Jadhav avait pris une retraite hâtive de la marine et que le gouvernement ne maintenait plus de liens avec lui.
Selon le gouvernement indien, le Pakistan a fabriqué les documents sans éliminer des contradictions.
Le Pakistan a déjà exprimé son inquiétude sur des éléments étrangers favorisant le terrorisme sur son territoire, mais c'est la première fois que l'Inde reconnaît qu'un citoyen indien arrêté au Pakistan avait déjà travaillé dans ses forces armées.

## Thèse de l'enlèvement
L'Indian High Commission, une mission diplomatique de l'Inde au Pakistan, a tenté de parler à Jadhav, mais le Pakistan a rejeté cette demande.
Selon des sources indiennes, Jadhav a été enlevé par les forces armées du Pakistan à la frontière de l'Iran et du Pakistan. Ensuite, le Pakistan a forgé des documents dans le but de les diffuser, sans toutefois s'apercevoir qu'ils comportaient des contradictions évidentes. Selon des médias indiens, le groupe sunnite Jaish ul-Adl (en) a planifié l'enlèvement de Jadhav à la frontière.
Selon des responsables indiens, Yadhav exploite une entreprise de transport maritime en Iran et travaillait à partir des ports de Bandar Abbas et de Chabahar. Il aurait peut-être navigué dans les eaux pakistanaises par mégarde, ou encore il aurait été attiré au Pakistan, l'ISI forgeant des documents après sa capture.

## Accusations du Pakistan
Le gouvernement pakistanais a déclaré que Jadhav est entré à Chabahar en présentant un visa estampé sur un faux passeport. Son objectif aurait été de déstabiliser le Pakistan en renforçant le mouvement séparatistes au Baloutchistan et à Karachi, mission qui aurait commencé officiellement en 2013.
Pendant son interrogatoire, Jadhav aurait révélé qu'il avait été en contact avec Haji Baloch, un homme qui offrait argent et soutien logistique aux séparatistes du Baloutchistan et à un réseau de l'État islamique à Karachi,.
Jadhav aurait aussi rapporté que les planificateurs de l'attaque de 2015 à Safoora Goth en banlieue de Karachi (qui a fait 46 morts) étaient aussi en contact avec Haji Baloch.
Il aurait rencontré Baloch plusieurs fois dans le but d'organiser des actes de violence contre des groupes religieux à Karachi et au Sindh,.
En s'appuyant sur les informations de Jadhav, le Pakistan aurait arrêté des centaines d'agents secrets.
En avril 2016, Islamabad a informé plusieurs pays sur l'arrestation de Jadhav et ses prétendues activités terroristes. Les preuves ont aussi été transmises aux États-Unis et au Royaume-Uni. De son côté, le ministre de l'intérieur pakistanais Nisar Ali Khan a tenu une rencontre avec l'ambassadeur iranien.
En septembre, le Pakistan a préparé un rapport pour dénoncer le soutien indien au terrorisme, document qui a été remis au Secrétaire général des Nations unies. Le rapport comprend des informations détaillées sur Jadhav,.
Asim Bajwa, directeur général de l’Inter-Services Public Relations du Pakistan (branche médias de l'armée pakistanaise), a déclaré que le but de Jadhav était de saboter le China–Pakistan Economic Corridor par la propagande et provoquer des tensions chez les partis politiques nationalistes du Baloutchistan,.
Toujours selon Bajwa, Jadhav avait aussi acheté des navires à Chabahar dans le but d'attaquer les ports de Karachi et de Gwadar.

## Confession
Jadhav, dans une confession enregistrée sur vidéo, a indiqué que le R&AW est impliqué dans des opérations de déstabilisation du Pakistan. Il a aussi expliqué qu'il était un officier en service dans la marine indienne et travaillait au Pakistan sur les ordres du R&AW,,.
Selon Asim Bajwa (en), « Il n'existe aucune preuve plus éclatante que l'Inde sème le trouble au Pakistan », et a rajouté que Jadhav était un terroriste soutenu par un État (state-sponsored terrorism). Dans la vidéo, Jadhav avoue avoir lancé une opération secrète depuis le port iranien de Chabahar d'où il recevait des instructions de la secrétaire adjointe du R&AW, Anil Gupta,. Il a aussi indiqué que le R&AW soutenait financièrement les séparatistes du Baloutchistan pendant les guerres baloutches.
L'Inde a rejeté les allégations de Jadhav,,.
Selon des représentants du gouvernement indien, Yadhav exploite une société de cargos en Iran et a travaillé dans les ports de Bandar Abbas et Chabahar en Iran.
Selon un autre responsable, les Pakistanais auraient arrêté Jadhav lorsqu'ils ont appris ses activités antérieures. Des agences gouvernementales indiennes ont déclaré que la vidéo de l'interrogatoire de Jadhav a été beaucoup retouchée, la bande sonore ayant été épissée à plusieurs endroits.

## Position de l'Iran
Le 3 avril 2016, un journaliste rapporte que l'Iran enquête sur le passage de Jadhav à la frontière irano-pakistanaise à la suite d'une rencontre du président iranien Hassan Rohani avec des représentants de Pakistan.
Cependant, Rouhani a nié avoir ordonné cette enquête, Jadhav n'ayant jamais été mentionné pendant la rencontre.
L'ambassadeur iranien en Inde, Gholamreza Ansari, a déclaré que l'Iran étudiait la question ; il a rajouté que l'Iran partagerait les conclusions de son étude avec des « pays amis »,.
L'ambassade iranienne au Pakistan a critiqué des membres du gouvernement pakistanais parce qu'ils auraient répandu de fausses informations sur Rouhani, mais cette critique n'aura aucune incidence sur les relations entre les deux pays, puisque le Pakistan est « un partenaire de confiance et un voisin »,.

## Couverture médiatique
Des médias indiens ont demandé à voir les enregistrements pakistanais, mais le Pakistan a refusé au motif que Jadhav est impliqué dans des activités terroristes.
Des diplomates pakistanais ont rappelé que les consultations consulaires ne sont pas autorisées de façon automatique lorsque la sécurité nationale est en jeu, indiquant que Jadhav avait voyagé au Pakistan à partir de 2003 en utilisant un faux nom sur un passeport officiel indien.
Le journaliste indien Hussain Zaidi affirme que Jadhav est un espion indien et aurait été arrêté par l'Intelligence Bureau pakistanais parce qu'il serait devenu négligent après 14 ans de travail sur le terrain.
Son téléphone aurait été sous écoute et son habitude de parler en marathi avec les membres de sa famille aurait suffi à confirmer les soupçons à son égard,.
Lors d'une allocution au Pakistan Institute of International Affairs, le diplomate allemand Gunter Mulack a affirmé que Jadhav avait été capturé par des Talibans puis vendu aux services de renseignement pakistanais.
Le journal pakistanais The News International a expliqué qu'aucun groupe taliban n'est présent en Iran ; le diplomate Mulack s'est donc trompé.
Après la condamnation de Jadhav, Mulack a déclaré au journal Times of India que son affirmation s'appuyait sur des spéculations de sources fiables, mais qu'il s'est peut-être trompé.

## Sentence
Le 10 avril 2017, Jadhav est condamné à la peine de mort par une cour martiale pakistanaise, après s'être confessé devant un tribunal présidé par un juge,,,.
Son procès a duré trois mois et demi ; il a été reconnu coupable d'espionnage pour l'Inde, de combattre le Pakistan, d'organiser des opérations terroristes et des activités subversives contre l'État,.
Il a été jugé devant un tribunal militaire à cause de son rang dans l'armée indienne et de l'atteinte à la sécurité nationale,.
La sentence a été confirmée par le général en chef des armées pakistanaises, Qamar Javed Bajwa.
Le ministre de la défense Khawaja Muhammad Asif a déclaré que le Pakistan Army Act de 1952 autorise Jadhav a porter appel de la décision devant trois forums d'appel dans les 40 jours.
À la suite de la publication de la sentence, le gouvernement indien a déposé une démarche auprès d'Abdul Basit, le Haut commissaire pakistanais auprès de l'inde, dans lequel il est écrit que les procédures contre Jadhav étaient grotesques et que l'Inde verrait son exécution comme un meurtre au premier degré. Basit a répondu au secrétaire des Affaires extérieures que le Pakistan n'était pas fautive, alors que l'Inde s'est adonnée au terrorisme sur son sol.
Dans une interview publiée par le journal India Today, Basit a déclaré que le Pakistan détenait suffisamment de preuves contre Jadhav et qu'il l'avait partagé avec le gouvernement indien. Selon lui, Jadhav a subi un procès équitable, y compris le droit de demander la clémence.
Dans une déclaration déposée le 11 avril 2017 au Parlement de l'Inde, le ministre des Affaires intérieures Rajnath Singh, a réitéré que Jadhav a été enlevé en Iran par des agences pakistanaises et soumis à un procès en tant qu'agent du R&AW. Le ministre des Affaires extérieures, Sushma Swaraj, a déclaré qu'il n'y a aucune preuve de méfait et a qualifié sa sentence de « meurtre prémédité ».
Swaraj a dit que si le Pakistan appliquait la sentence de mort, les relations bilatérales en souffriraient sévèrement,.
Dans une séance du Sénat du Pakistan, le ministre de la Défense pakistanais Khawaja Asif a déclaré que la procédure judiciaire contre Jadhav s'était déroulée conformément aux lois du pays. Il a ajouté que Jadhav a bénéficié des services d'un conseiller judiciaire tout au long de son procès.
Il a rejeté les accusations de l'Inde à propos d'un meurtre prémédité.
Selon lui, le Pakistan ne tolérera aucune activité subversive qui porterait atteinte à la sécurité nationale,.

### Citations originales
1. ↑  There can be no clearer evidence of Indian interference in Pakistan
2. ↑  friendly countries
3. ↑  trusted partner and neighbor
4. ↑  premeditated murder